# Comophyllia
Genre
Espèces de rang inférieur
- † Comophyllia corrugata (Milne-Edwards et Haime, 1849)
- † Comophyllia dichotoma Krkovic, 1965
- † Comophyllia elegans d'Orbigny, 1849 (espèce type)
- † Comophyllia meandrinoides (Koby, 1905)
- † Comophyllia ostrosi Krkovic, 1965
- † Comophyllia polymorpha (Koby, 1905)
- † Comophyllia turbiformis Beauvais, 1964
- † Comophyllia variabilis (Koby, 1886)

Comophyllia est un genre éteint de coraux durs de la famille également éteinte des Latomeandridae et de l'ordre des Scleractinia (ou scléractiniaires). Les différentes espèces sont trouvées dans des terrains datant entre 189,6 et 109,0 Ma (Jurassique et Crétacé inférieur), avec une répartition mondiale.
L'espèce type, C. elegans, a été décrite d'un terrain jurassique à Poisat, dans l'Isère, en France.